# Заградник, Освальд
Освальд Заградник (словац. Osvald Zahradník; 16 ноября 1932 года, Великий Бычков — 16 августа 2017 года, Братислава) — словацкий драматург.

## Биография
В 1957 г. окончил Карлов университет в Праге, где изучал философию и психологию. Работал методистом в пражском концертном агентстве, затем — режиссёром Чехословацкого радио в словацком городе Банска Бистрица. В 1967 г. дебютировал радиопьесой «Святость невинности».
В 1972 г. на сцене Словацкого национального театра состоялась премьера психологической драмы «Соло для часов с боем», в 1977 г. — «Сонатины для павлина».
Всего О. Заградник написал более двадцати пьес, среди которых «Прелюдия в миноре» (1984), «Post scriptum» (1985), «Имя для Михаила» (1985), «Полуостров Рождества» (1986), «Долетим до Милана» (1996), «Плата за ошибку» (1998). В 1987—1990 гг. Заградник возглавлял Союз театральных деятелей Словакии. До своей смерти продолжал писать пьесы об обыкновенных людях и их совершенно обыденной ненужности никому.

## Издания на русском языке
- Соло для часов с боем : [сборник пьес]. — СПб. : Балтийские сезоны, 2005. — 301, [3] с. — Содерж.: Соло для часов с боем; Мелодия для павлина; Прелюдия в миноре; Имя для Михала; Ошибка доктора Моресини; Постскриптум; Рождественские полуострова; Убежище. — ISBN 5-902675-09-X.

## Награды
- Крест Прибины II класса (2003, Словакия).
- Медаль Пушкина (28 апреля 2000 года, Россия) — за большой личный вклад в развитие российско-словацких культурных связей[1].